# Йохан I фон Хонщайн
Йохан I (II) фон Хонщайн (на немски: Johann I (II) von Hohnstein; * ок. 1420; † 30 ноември 1498) е от 1450 до 1498 г. регент на Графство Хонщайн в Хелдрунген в Тюрингия, по-късно и на Фирраден и Шведт на Одер, господар на Даме.

## Произход и управление
Той е третият син на граф Хайнрих VI (IX) фон Хонщайн-Келбра (1379 – 1450) и Маргарета фон Вайнсберг (1385 – 1432), дъщеря на Енгелхард VIII фон Вайнсберг (ок. 1360 – 1417) и Анна фон Лайнинген-Хартенбург († 1413), дъщеря на граф Емих VI фон Лайнинген-Хартенбург.
Йохан следва от 1447 г. в университет Ерфурт, след това влиза във войската и се бие във войната на Тевтонския орден против Прусия. След отказа на брат му Ернст I фон Хонщайн-Хелдрунген той поема управлението. През 1457 г. той залага своето господство на Шварцбург. През 1461 г. заедно с херцог Вилхелм от Саксония той прави поклонение в Палестина. След завръщането си той освобождава отново Хелдрунген и през 1484 г. го продава на Гебхард VI фон Мансфелд. От 1481 г. той купува от княза на Анхалт господството Швет на Одер, и същата година го получава наследствено чрез курфюрст Йохан Цицерон фон Бранденбург.

## Фамилия
Първи брак: през 1467 г. с принцеса Анна (Агнес) фон Анхалт-Цербст (* ок. 1435; † 8 април 1492), от преди 1467 г. разведена от бургграф Хайнрих II фон Майсен († 1484), дъщеря на княз Георг I фон Анхалт-Цербст (1390 – 1474) и втората му съпруга Еуфемия (Офка) от Силезия-Оелс (1390/1404 – 1442). Те имат шест деца:
- Валбурга фон Хонщайн-Фирраден (* ок. 1465), ∞ 1480 г. граф Лудвиг II фон Еверщайн (* ок. 1465; † 1502)
- Бернхард, граф фон Хонщайн-Фирраден († 1499/1503/1510)
- Волфганг (* ок. 1460; † 1523/1535), граф фон Хонщайн-Фирраден, ∞ ок. 1510 г. Катарина фон Хонщайн-Клетенберг (* ок. 1470)
- Маргарета фон Хонщайн-Фирраден (* ок. 1460; † 1508), ∞ I. Фолрад II (III) фон Мансфелд (ок. 1443 – 1499); ∞ II. сл. 27 ноември 1499 г. граф Йоахим I фон Линдов-Рупин (1474 – 1507)
- Анна фон Хонщайн-Фирраден (* ок. 1463; † 1539), ∞ 1489 г. граф Улрих IX фон Регенщайн-Бланкенбург (ок. 1450 – 1524)
- Катарина фон Хонщайн-Фирраден († 1536), геген-абатиса на Гандерсхайм

Втори брак: с фрайин фон Плесе, сестра на Дитрих фон Плесе.